# Timothy Peake
Timothy (Tim) Nigel Peake (Chichester, 7 april 1972) is een Brits ruimtevaarder. Peake zijn eerste ruimtevlucht was Sojoez TMA-19M met een Sojoez-ruimtevaartuig en vond plaats op 15 december 2015.

## Biografie[2]
Peake werd door zijn deelname aan ISS-Expeditie 46 de eerste Britse ESA-astronaut die het Internationaal ruimtestation ISS bezocht. Hij maakte tijdens deze expeditie zijn eerste ruimtewandeling.
In 2016 liep Peake de marathon van Londen mee vanuit de ruimte, dit gebeurde in 3 uur, 18 minuten en 15 seconden, hiermee is hij de recordhouder.
Begin 2023 is Peake teruggetreden als astronaut en werd ambassadeur voor wetenschap en ruimtevaart.